# Fascinating Rhythm
Fascinating Rhythm is een lied van George Gershwin op teksten van Ira Gershwin. Het nummer is geschreven voor de musical Lady, Be Good! uit 1924. Het lied is door de jaren heen een jazzstandard geworden en is door veel jazzmusici opgenomen. Het lied is geschreven voor Fred en Adele Astaire.

## Bijzonderheden
Voor die tijd was het een gewaagde tekst wat betreft structuur. Het rijmschema is a-b-a-c en weer a-b-a-c. Toen Ira de eerste twee strofen af had, stelde George voor om het laatste woord van de vierde en de achtste regel uit twee lettergrepen te laten bestaan en niet uit een. Na een discussie van een paar dagen besloot Ira George’s raad op te volgen en zo werd het laatste woord van de vierde en de achtste regel een woord van twee lettergrepen, zoals het tegenwoordig nog steeds gezongen wordt:

...vierde regel: I’m all a-quiver
achtste regel: Just like a flivver,...

Achteraf gezien heeft George gelijk gekregen want het accent valt op de eerste lettergreep van die twee, de noot die ook het accent krijgt.
Morris Gershwin, de vader van George en Ira, was niet onmuzikaal, maar had moeite om titels van songs te onthouden. Fascinating Rhythm noemde hij constant “Fashion on the River”.

## Vorm en tempo
Het lied bestaat uit 32 maten en heeft als liedvorm, A – B. Het tempo is niet te snel, rustig, met als extra opmerking “with agitation”.
In elke maat van de ‘A’ zit een verschuiving van de achtste rust zodat er een soort van accentverschuiving ontstaat. Er zit een ‘namaak’ blue-note in, de ‘As’, die in de toonsoort Es majeur, waar het lied in staat, geen blue-note is. Het is in dit geval het effect dat het hem doet omdat de eerste paar maten in de dominant (Bes majeur) staan en daar is de toon ‘As’ wel een blue-note.

De eerste vier maten van het lied:

## Vertolkers
- Count Basie
- George Barnes
- Rosemary Clooney
- Scott Hamilton
- Warren Vaché
- Eddie Costa
- Vinnie Burke
- Buddy DeFranco
- Don Elliott
- Tal Farlow
- Ella Fitzgerald
- Jimmy Giuffre
- Benny Goodman
- Stephane Grappelli
- Vince Guaraldi
- Bobby Hackett
- Stan Kenton
- Barney Kessel
- Sammy Nestico
- Phil Nimmons
- Dwike Mitchell
- Willie Ruff
- Wolfgang Schlüter
- Jess Stacy
- Mel Tormé
- Sarah Vaughan
- Ernie Wilkins
- Dave Grusin